# Grupo Popular Guerrillero
El Grupo Popular Guerrillero (GPG), fue un grupo insurgente de México, fundado en Chihuahua en 1964 por un grupo de maestros rurales, estudiantes y campesinos. Algunos de sus integrantes fueron dirigentes del Partido Popular Socialista (PPS). Los líderes teóricos fueron Arturo Gámiz García y Pablo Gómez Ramírez, la parte militar estuvo a cargo de Salomón Gaytán. 
El GPG fue el primer grupo insurgente mexicano inspirado en la guerra de guerrillas del Che Guevara. En él estuvo también Óscar González Eguiarte. El 23 de septiembre de 1965 decidieron atacar el cuartel de Madera, en la sierra chihuahuense, en dicho ataque perecieron casi todos. Este acontecimiento se volvió emblemático para las futuras generaciones guerrilleras de México. De hecho la Liga Comunista 23 de Septiembre, una de las más grandes organizaciones insurgentes que han operado en México, se inspiró en la fecha del suceso para autonombrarse.